# 瑠璃光 薬師寺ライヴ2001
『瑠璃光 薬師寺ライヴ2001』（るりこうやくしじライヴにせんいち）は、2001年9月27日に発売されたさだまさしのライヴ・アルバムである。

## 解説
2001年5月18日 - 5月19日、薬師寺での｢薬師寺玄奘三蔵院伽藍総供養記念さだまさし薬師寺奉納公演｣ を収録したライヴ・アルバムである。世界遺産でのコンサートは初めてだとさだは語っている。ステージ用のアレンジはすべて倉田信雄によるものである。

## 収録曲

### Disc 1
1. 道化師のソネット
2. 案山子
3. トーク1 あいさつ
4. 無縁坂
5. 精霊流し
6. 秋桜
山口百恵盤と同じく萩田光雄のアレンジを基に編曲されている。
7. トーク2 沈黙の音楽
アーネスト・フェノロサが薬師寺・東塔を「凍れる音楽」と形容したこと[1]に関する解釈。さだはフェノロサが"freeze"という言葉を使い「沈黙の音楽」と伝えたかったのではないかと推測している。トーク内容から5月19日のトークと考えられる。
8. 北の国から〜遥かなる大地より〜
9. トーク3 オルゴールの店
新富良野プリンスホテルの向かいにあるニングルテラスで「北の国から〜遥かなる大地より〜」のオルゴールを買った話。
トークの内容から5月19日のトークと考えられる。
10. 関白宣言

### Disc 2
1. トーク4 メンバー紹介～嗚呼修学旅行
メンバー紹介に続いて、薬師寺にちなんで中学生のときの修学旅行の思い出話。寝たら起きない友人をからかった内容である。テレビ放送時にはその友人の渾名がそのままオンエアされたが、CDでは渾名の部分はピー音で伏せられている。また原田泰治を奈良観光に案内したことも語られている。トーク内容から5月19日のトークと考えられる。
2. 昨日・今日・奈良､飛鳥・明後日。～薬師寺奉納公演スペシャル篇～
トークでは「玄奘三蔵院伽藍総供養記念スペシャル・ヴァージョン」と紹介されているが、CDのクレジットは「～薬師寺奉納公演スペシャル篇～」となっている。
3. 最后の頁
4. 加速度
5. トーク5 春の奈良
続けて歌った3曲に関するコメントとナガサキピースミュージアムの紹介、奈良が好きな理由が語られる[2]。トーク内容から5月19日のトークと考えられる。
6. 惜春
7. つゆのあとさき
8. 療養所（サナトリウム）

### Disc 3
1. トーク6 元気と勇気
人間は誰しも赤ん坊として生まれたときに片手に元気、片手に勇気を持って生まれたと話す。人生の中で元気も勇気も使えば増えると説く。
2. 舞姫
3. まほろば
4. 防人の詩
5. トーク7 アンコールあいさつ
6. 主人公
7. 最期の夢

- 作詩[3]・作曲：さだまさし（「加速度」のみ作詩：さだまさし、作曲：渡辺俊幸）